# Tapirus mesopotamicus
Tapirus mesopotamicus is een uitgestorven tapir die tijdens het Pleistoceen in Zuid-Amerika leefde.

## Fossiele vondsten
Fossielen van Tapirus mesopotamicus zijn gevonden in Arroyo Feliciano-formatie in de Argentijnse provincie Entre Ríos en dateren uit het Laat-Pleistoceen, vallend binnen de South American Land Mammal Age Lujanian. Het holotype is een schedel met een deel van de rechteronderkaak. Daarnaast zijn delen van de voet gevonden. De soortnaam verwijst naar de regio Mesopotamia in het noordoosten van Argentinië.

## Beschrijving
Deze soort werd oorspronkelijk benoemd in 2007 door B. S. Ferrero en J. I. Noriega. Hun beschrijving is gebaseerd op vrij volledige schedelstukken die waren opgegraven uit sedimenten van de Luján-rivier in het Diamante-departement, in de provincie Entre Ríos, in het midden-oosten van Argentinië.
Het type-exemplaar is CICYTTP-PV-M-1-23, een schedel en een proximaal fragment van de rechterkaak. De typelocatie is de noordelijke oever van de Ensenada-stroom, aan een meer-rivier horizon in de Arroyo Feliciano-formatie uit het Pleistoceen van Argentinië.
Tapirus mesopotamicus heeft een lange en robuuste schedel, met een kort rostrum ten opzichte van de totale lengte van de schedel. De schedel heeft een enkele, niet-gebogen sagittale kam, grote platte pariëtale botten op de voorste schedelbedekking, waarbij de temporale toppen heel dicht bij de frontaal-pariëtale hechting samenkomen. Het verhemelte is sterk gebogen, de premaxilla is diep gekarteld boven de hoektand en de bovenkaak en de basis van het jukbeenuitsteeksel zijn verrassend robuust. De P1 is kort en vierhoekig, en de mandibulaire condylus is dun, met een vlakke of enigszins concave achterwand.
Een uitgebreide studie van alle Tapirus-materialen verzameld in de fossiele afzettingen van Zuid-Amerika concludeerde dat dit een geldige soort is.
Op basis van morfometrische analyse van zijn tanden wordt geconcludeerd dat Tapirus mesopotamicus aanzienlijk kleiner is dan de grotere fossiele of levende tapirs, zoals Tapirus indicus, Tapirus oliverasi, Tapirus tarijensis en Tapirus haysii; en dat het qua grootte vergelijkbaar was met Tapirus terrestris en Tapirus rondoniensis.